# Giulio di Durostoro
Giulio (... – Durostoro, 27 maggio ...) è stato un veterano dell'esercito romano della Mesia, venerato come santo e martire dalla Chiesa cattolica.

## Biografia
Di questo santo martire esiste una passio in latino, ritenuta antica e storicamente attendibile.
Giulio era un veterano dell'esercito romano di stanza nella Mesia, prossimo alla pensione, dopo 27 anni di servizio. All'epoca delle persecuzioni, fu arrestato per la sua fede cristiana e portato davanti al praeses Massimo di Durostoro, nei pressi dell'odierna Silistra in Bulgaria. La passio riporta l'interrogatorio a cui Giulio fu sottoposto ad opera di Massimo; malgrado questi cercasse di salvargli la vita, l'anziano soldato non abiurò la sua fede e venne condannato alla decapitazione, che fu eseguita il 27 maggio.
Mentre veniva condotto al martirio Giulio fu incoraggiato da un altro soldato, Esichio, che subì anche lui il martirio.
La passio non indica con esattezza il periodo della sua morte, che viene collocata generalmente durante la persecuzione all'epoca di Diocleziano.

## Culto
Il culto a san Giulio è antico ed è già attestato dal Martirologio geronimiano (V secolo), che lo ricorda in due date diverse, il 27 maggio e il 4 giugno. Solo in questa seconda data è menzionato il luogo del martirio, Durostoro. Questo santo è omesso nei sinassari bizantini.
Alla data del 27 maggio il nome di san Giulio venne inserito da Cesare Baronio nel Martirologio Romano, che lo ricorda con queste parole:
(Martirologio Romano. Riformato a norma dei decreti del Concilio ecumenico Vaticano II e promulgato da papa Giovanni Paolo II, Città del Vaticano, 2004, p. 428)